# Gelbschwanz-Schnapper
Der Gelbschwanz-Schnapper (Ocyurus chrysurus, Syn.: Sparus chrysurus) ist eine Fischart, die im westlichen Atlantik von der Küste des amerikanischen Bundesstaates North Carolina und der Bermudas über die Karibik und den Golf von Mexiko bis an die Küste des südöstlichen Brasilien vorkommt. Selten werden sie auch nördlich bis Massachusetts beobachtet oder gefangen. Besonders häufig ist die Art in der Karibik, an der Küste Floridas und bei den Bahamas. Die Art ist das einzige Mitglied der Gattung Ocyurus.

## Merkmale
Der Gelbschwanz-Schnapper erreicht für gewöhnlich eine Länge von 40 cm, aber auch Exemplare mit mehr als 80 cm Länge wurden schon gefangen. Das bisher festgestellte Maximalgewicht liegt bei 4,1 kg. Für einen Schnapper ist der Kopf relativ klein. Der Unterkiefer steht leicht vor. Die oberen Körperseiten und der Rücken sind blau bis violett gefärbt, mit einigen verstreuten gelben Punkten. Der Bauch und die unteren Körperseiten sind weißlich mit sehr schmalen rötlichen oder gelben Längsstreifen. Ein auffälliges gelbes Band erstreckt sich vom Auge bis auf den Schwanzstiel. Rücken- und Schwanzflosse sind gelblich, die Bauchflossen und die Afterflosse sind weißlich.
- Flossenformel: Dorsale X/12–14, Anale III/8–9.

## Lebensweise

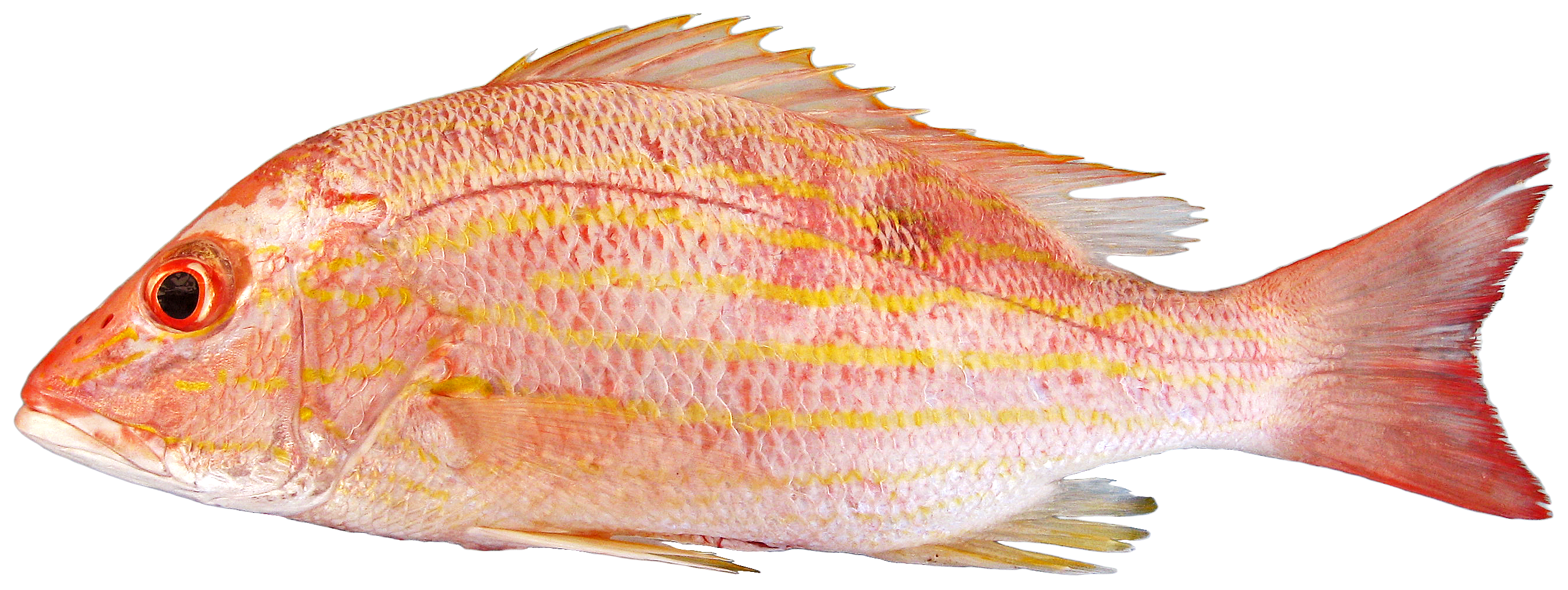
Lutjanus synagris

Die Art lebt küstennah von der Wasseroberfläche bis in Tiefen von etwa 180 Metern (meist zwischen 10 und 70 m), vor allem rund um Korallenriffe. Sie lebt in kleinen Gruppen und hält sich vor allem knapp über dem Meeresboden auf. Gelbschwanz-Schnapper jagen vor allem in der Nacht und ernähren sich von kleinen Schwarmfischen wie Heringe und Sardinen, von verschiedenen Krebstieren, Würmern, Schnecken und kleinen Kopffüßern. Junge Gelbschwanz-Schnapper fressen Zooplankton und werden häufig über Seegraswiesen beobachtet. Sie werden mit einer Länge von 25 bis 30 cm geschlechtsreif und laichen in Gruppen das ganze Jahr über. Der Gelbschwanz-Schnapper hybridisiert mit Lutjanus synagris. Die Hybriden wurden als eigenständige Art beschrieben (Lutjanus ambiguus).